# Viés do status quo
Um viés do status quo ou viés padrão é um viés cognitivo que resulta de uma preferência pela manutenção do estado atual das coisas. A linha de base atual (ou status quo) é tomada como ponto de referência, e qualquer mudança a partir dessa linha é percebida como uma perda ou ganho. Correspondendo a diferentes alternativas, essa linha de base atual ou opção padrão é percebida e avaliada pelos indivíduos como positiva.
O viés do status quo deve ser distinguido de uma preferência racional pelo status quo, como quando o estado atual é mais benéfico que as alternativas disponíveis, ou quando a informação imperfeita é um problema significativo. Um grande conjunto de evidências, no entanto, mostra que o viés do status quo frequentemente afeta a tomada de decisão humana. O viés do status quo também deve ser distinguido da inércia psicológica [en], que se refere à falta de intervenção no curso atual dos acontecimentos.
O viés intersecta-se com outros processos cognitivos não racionais, como a aversão à perda [en], em que as perdas, em comparação com os ganhos, são ponderadas com maior peso. Outros processos cognitivos não racionais incluem o viés de existência, efeito dotação, longevidade, mera exposição e evitação de arrependimento. Evidências experimentais para a detecção do viés do status quo são observadas por meio do uso do teste de reversão. Uma vasta quantidade de exemplos experimentais e de campo existe. Comportamentos em relação a economia, planos de aposentadoria, saúde e escolhas éticas mostram evidências do viés do status quo.

## Exemplos
Experimentos sobre o viés do status quo foram conduzidos em várias áreas, com Kahneman, Thaler e Knetsch (1991) criando experimentos sobre o efeito de posse, aversão à perda e viés do status quo. Experimentos também foram conduzidos sobre o efeito do viés do status quo em contribuições para planos de aposentadoria e Fevrier & Gay (2004) estudaram o viés do status quo no consentimento para doação de órgãos.
- Questionário: Samuelson e Zeckhauser [en] (1988) demonstraram o viés do status quo usando um questionário no qual os participantes enfrentavam uma série de problemas de decisão, que eram alternadamente formulados com e sem uma posição de status quo preexistente. Os participantes tenderam a permanecer com o status quo quando tal posição lhes era oferecida.[1] Os resultados do experimento mostram ainda que a vantagem do viés do status quo aumenta relativamente com o número de alternativas dadas no conjunto de escolhas.[6] Além disso, um viés mais fraco resultou quando o indivíduo exibia uma forte preferência discernível por uma alternativa escolhida.[1]

- Tarefas de escolha hipotética: Samuelson e Zeckhauser (1988) deram aos participantes uma tarefa de escolha hipotética na seguinte versão "neutra", na qual nenhum status quo foi definido: "Você é um leitor assíduo das páginas financeiras, mas até recentemente tinha poucos fundos para investir. Foi quando você herdou uma grande soma de dinheiro de seu tio-avô. Você está considerando diferentes carteiras. Suas escolhas são investir em: uma empresa de risco moderado, uma empresa de alto risco, títulos do tesouro, títulos municipais." Outros participantes receberam o mesmo problema, mas com uma das opções designada como status quo. Nesse caso, a passagem inicial continuava: "Uma parte significativa dessa carteira está investida em uma empresa de risco moderado ... (As consequências fiscais e de comissão de corretagem de quaisquer mudanças são insignificantes.)" O resultado foi que uma alternativa se tornava muito mais popular quando designada como status quo.[1]

- Consumidores de energia elétrica: Consumidores de energia elétrica da Califórnia foram questionados sobre suas preferências em relação a trocas entre confiabilidade do serviço e tarifas. Os respondentes foram divididos em dois grupos, um com serviço muito mais confiável que o outro. Cada grupo foi solicitado a indicar uma preferência entre seis combinações de confiabilidade e tarifas, com uma das combinações designada como status quo. Observou-se um forte viés em favor do status quo. Dos que estavam no grupo de alta confiabilidade, 60,2% escolheram o status quo, enquanto apenas 5,7% escolheram a opção de baixa confiabilidade que o outro grupo experimentava, apesar de suas tarifas mais baixas. Da mesma forma, dos que estavam no grupo de baixa confiabilidade, 58,3% escolheram seu status quo de baixa confiabilidade, e apenas 5,8% escolheram a opção de alta confiabilidade.[7]

- Consumidores de seguros automotivos: Os estados americanos de Nova Jersey e Pensilvânia conduziram, inadvertidamente, um experimento da vida real fornecendo evidências do viés do status quo no início dos anos 1990. Como parte de programas de reforma da lei de responsabilidade civil [en], os cidadãos receberam duas opções para seu seguro automotivo: uma opção cara, que lhes dava direito total de processar, e uma opção menos cara com direitos restritos de processar.[8] Em Nova Jersey, o seguro mais barato era o padrão, e na Pensilvânia, o seguro mais caro era o padrão. Johnson, Hershey, Meszaros e Kunreuther (1993) conduziram um questionário para testar se os consumidores permaneceriam com a opção padrão para o seguro automotivo. Eles descobriram que apenas 20% dos motoristas de Nova Jersey mudaram da opção padrão e escolheram a opção mais cara. Da mesma forma, apenas 25% dos motoristas da Pensilvânia mudaram da opção padrão e escolheram o seguro mais barato. Portanto, o enquadramento e o viés do status quo podem ter consequências financeiras significativas.[9]

- Clínicos gerais: Boonen, Donkers e Schut criaram dois experimentos de escolha discreta para residentes holandeses para determinar a preferência do consumidor por clínicos gerais e se eles deixariam seu clínico atual. O sistema de saúde holandês foi escolhido, pois os clínicos gerais desempenham o papel de guardiões. O experimento foi conduzido para investigar o efeito do viés do status quo na decisão do consumidor de deixar seu clínico atual, com o conhecimento de outros clínicos e sua relação atual com seu clínico determinando o papel do viés do status quo.[10]

Por meio do questionário, foi demonstrado que os respondentes estavam cientes da falta de benefícios adicionais alinhados com seu clínico geral atual e conheciam as diferenças de qualidade entre clínicos potenciais. 35% dos respondentes estavam dispostos a pagar uma coparticipação para permanecer com seu clínico geral atual, enquanto apenas 30% estavam dispostos a mudar para outro clínico em troca de um ganho financeiro. Esses consumidores estavam dispostos a pagar uma quantia considerável para continuar com seu clínico atual, até €17,32. Para clínicos gerais, o valor atribuído pelo consumidor a permanecer com o atual excedia o valor total atribuído a todos os outros atributos testados, como descontos ou um certificado de qualidade.
No experimento de escolha discreta, os respondentes receberam uma escolha entre seu clínico atual e um provedor hipotético com atributos idênticos. Os respondentes foram 40% mais propensos a escolher seu clínico atual do que se ambas as opções fossem provedores hipotéticos, o que resultaria em uma probabilidade de 50% para ambas. Foi constatado que o viés do status quo teve um impacto massivo na escolha do clínico geral pelos respondentes. Apesar de os consumidores receberem incentivos financeiros positivos, incentivos qualitativos ou a adição de incentivos financeiros negativos, eles ainda eram extremamente hesitantes em mudar de seu clínico atual. O impacto do viés do status quo foi determinado como tornando as tentativas de redirecionar os consumidores para longe do clínico geral que eles atualmente consultam uma tarefa desafiadora.

## Explicações
O viés do status quo foi atribuído a uma combinação de aversão à perda e o efeito dotação, duas ideias relevantes para a teoria da perspectiva. Um indivíduo pesa as perdas potenciais de mudar do status quo mais pesadamente do que os ganhos potenciais; isso se deve à função de valor da teoria da perspectiva ser mais acentuada no domínio da perda. Como resultado, o indivíduo prefere não mudar de todo. Em outras palavras, tendemos a nos opor à mudança, a menos que os benefícios superem os riscos. No entanto, o viés do status quo é mantido mesmo na ausência de enquadramento de ganho/perda: por exemplo, quando os participantes foram solicitados a escolher a cor de seu novo carro, eles tenderam a escolher uma cor arbitrariamente enquadrada como o status quo. A aversão à perda, portanto, não pode explicar completamente o viés do status quo, com outras causas potenciais, incluindo evitação de arrependimento, custo de transaçãos e compromisso psicológico.

### Rotas racionais para a manutenção do status quo
Um viés do status quo também pode ser uma rota racional se houver limitações cognitivas ou informacionais.
Limitações informacionais
Os resultados das decisões raramente são certos, nem a utilidade que podem trazer. Como alguns erros são mais custosos que outros, manter o que funcionou no passado é uma opção segura, desde que as decisões anteriores sejam "boas o suficiente".
Limitações cognitivas
As limitações cognitivas do viés do status quo envolvem o custo cognitivo da escolha, em que as decisões são mais suscetíveis a adiamento à medida que mais alternativas são adicionadas ao conjunto de escolhas. Além disso, o esforço mental necessário para manter as alternativas do status quo seria frequentemente menor e mais fácil, resultando em o benefício de uma escolha superior sendo superado pelos custos cognitivos da tomada de decisão. Consequentemente, a manutenção do estado atual ou anterior seria considerada a alternativa mais fácil.

### Rotas irracionais
A manutenção irracional do viés do status quo está ligada e confunde muitos viés cognitivos.
Viés de existência
Uma suposição de longevidade e bondade faz parte do viés do status quo. As pessoas tratam a existência como um caso prima facie de bondade, e a estética e a longevidade aumentam essa preferência. O viés do status quo afeta as preferências das pessoas; as pessoas relatam preferências pelo que é provável, em vez de improvável, receber. As pessoas simplesmente assumem, com pouca razão ou deliberação, a bondade dos estados existentes.
Longevidade é um corolário do viés de existência: se a existência é boa, uma existência mais longa deveria ser melhor. Esse pensamento se assemelha a noções quase evolucionárias de "sobrevivência do mais apto" e também ao princípio de aumento na teoria da atribuição.
A inércia psicológica é outra razão usada para explicar um viés em favor do status quo. Outra explicação é o medo de arrependimento por tomar uma decisão errada, ou seja, se escolhemos um parceiro, quando pensamos que poderia haver alguém melhor por aí.

### Mera exposição
A mera exposição [en] é uma explicação para o viés do status quo. Estados existentes são encontrados com mais frequência do que estados não existentes e, por isso, são percebidos como mais verdadeiros e avaliados de forma mais favorável. Uma maneira de aumentar a preferência por algo é a exposição repetida ao longo do tempo.
Aversão à perda
A aversão a perda [en] também leva a um maior arrependimento por ações do que por inações; mais arrependimento é experimentado quando uma decisão altera o status quo do que quando o mantém. Juntas, essas forças proporcionam uma vantagem para o status quo; as pessoas são motivadas a não fazer nada ou a manter decisões atuais ou anteriores. A mudança é evitada, e os tomadores de decisão aderem ao que foi feito no passado.
Mudanças a partir do status quo normalmente envolvem ganhos e perdas, com a mudança tendo consequências gerais positivas se os ganhos superarem essas perdas. Uma tendência a enfatizar excessivamente a evitação de perdas, portanto, favorecerá a retenção do status quo, resultando em um viés do status quo. Embora a escolha do status quo possa implicar a renúncia a certas consequências positivas, quando estas são representadas como "ganhos" renunciados, elas recebem psicologicamente menos peso do que as "perdas" que seriam incorridas se o status quo fosse alterado.
A explicação da aversão à perda para o viés do status quo foi desafiada por David Gal [en] e Derek Rucker, que argumentam que as evidências para a aversão à perda (ou seja, uma tendência a evitar perdas mais do que buscar ganhos) são confundidas com uma tendência à inércia psicológica (uma tendência a evitar intervenção mais do que intervir no curso dos acontecimentos). A inércia, nesse sentido, está relacionada ao viés de omissão, exceto que não precisa ser um viés, podendo ser um comportamento perfeitamente racional decorrente de custos de transação ou falta de incentivo para intervir devido a preferências difusas.
Viés de omissão
O viés de omissão [en] pode explicar algumas das descobertas anteriormente atribuídas ao viés do status quo. O viés de omissão é diagnosticado quando um tomador de decisão prefere um resultado prejudicial que resulta de uma omissão a um resultado menos prejudicial que resulta de uma ação.
As implicações gerais de um estudo conduzido por Ilana Ritov e Jonathan Baron, sobre viés de status quo e omissão, revelam que o viés de omissão pode ser ainda diagnosticado quando o tomador de decisão não está disposto a escolher qualquer uma das opções disponíveis, permitindo assim a redução do número de decisões em que a comparação de utilidade e peso é inevitável.

### Detecção
O teste de reversão: quando uma proposta para mudar um certo parâmetro é considerada como tendo consequências gerais negativas, considere uma mudança no mesmo parâmetro na direção oposta. Se isso também é considerado como tendo consequências gerais negativas, então cabe àqueles que chegam a essas conclusões explicar por que nossa posição não pode ser melhorada por meio de mudanças nesse parâmetro. Se eles não conseguirem fazê-lo, temos razões para suspeitar que sofrem de viés do status quo. A lógica do teste de reversão é: se um parâmetro contínuo admite uma ampla gama de valores possíveis, apenas um subconjunto minúsculo dos quais pode ser um ótimo local, então é prima facie implausível que o valor atual desse parâmetro esteja exatamente em um desses raros ótimos locais.

### Atividade neural
Um estudo descobriu que rejeições errôneas do status quo têm um impacto neural maior do que aceitações errôneas do status quo. Essa assimetria na gênese do arrependimento pode impulsionar o viés do status quo em decisões subsequentes.
Um estudo foi realizado usando uma tarefa de detecção visual na qual os participantes tendiam a favorecer o padrão ao tomar decisões difíceis, mas não fáceis. Esse viés era subótimo, pois mais erros eram cometidos quando o padrão era aceito. Um aumento seletivo na atividade do núcleo subtalâmico (STN) foi encontrado quando o status quo era rejeitado diante de uma maior dificuldade de decisão. A análise da conectividade efetiva mostrou que o córtex frontal inferior, uma região mais ativa para decisões difíceis, exerceu uma influência modulatória aumentada no STN durante mudanças do status quo.
Pesquisadores da University College London que examinam as vias neurais envolvidas no 'viés do status quo' no cérebro humano descobriram que, quanto mais difícil a decisão que enfrentamos, mais provável é que não tomemos nenhuma ação. O estudo, publicado no Proceedings of the National Academy of Sciences (PNAS), analisou a tomada de decisão de participantes em um jogo de 'julgamento de linha' de tênis enquanto seus cérebros eram escaneados usando ressonância magnética funcional (fMRI). Os 16 participantes do estudo foram solicitados a olhar para uma cruz entre duas linhas de bonde na tela enquanto seguravam uma tecla 'padrão'. Eles então viam uma bola pousar na quadra e tinham que decidir se estava dentro ou fora. Em cada tentativa, o computador sinalizava qual era a opção padrão atual – 'dentro' ou 'fora'. Os participantes continuavam segurando a tecla para aceitar o padrão e tinham que soltá-la e mudar para outra tecla para rejeitar o padrão. Os resultados mostraram um viés consistente em direção ao padrão, o que levou a erros. À medida que a tarefa se tornava mais difícil, o viés se tornava ainda mais pronunciado. As varreduras de fMRI mostraram que uma região do cérebro conhecida como núcleo subtalâmico (STN) estava mais ativa nos casos em que o padrão era rejeitado. Além disso, um maior fluxo de informações foi observado de uma região separada sensível à dificuldade (o córtex pré-frontal) para o STN. Isso indica que o STN desempenha um papel fundamental em superar o viés do status quo quando a decisão é difícil.

### Economia comportamental e a posição padrão
Nesse contexto, dois economistas comportamentais desenvolveram um plano de exclusão voluntária para ajudar os funcionários de uma empresa específica a construir suas economias para a aposentadoria. Em um plano de exclusão voluntária, os funcionários são automaticamente inscritos, a menos que peçam explicitamente para serem excluídos. Eles encontraram evidências para o viés do status quo e outros efeitos associados. O impacto dos padrões na tomada de decisão devido ao viés do status quo não se deve puramente a um viés subconsciente, pois foi constatado que, mesmo ao divulgar a intenção do padrão aos consumidores, o efeito do padrão não é reduzido.
Um experimento conduzido por Sen Geng, sobre viés do status quo e alocação de tempo de decisão, revela que os indivíduos alocam mais atenção às opções padrão em comparação com alternativas. Isso se deve a indivíduos que são principalmente avessos ao risco, que buscam obter maior utilidade esperada e menor incerteza subjetiva ao tomar sua decisão. Além disso, ao alocar mais tempo e atenção assimétrica às opções padrão, a estimativa do valor do padrão pelo indivíduo é consequentemente mais precisa do que as estimativas das alternativas. Esse comportamento reflete, portanto, o erro de escolha assimétrico do indivíduo, sendo um indicativo do viés do status quo.

### Conflito
O viés educacional do status quo pode ser tanto uma barreira ao progresso político quanto uma ameaça à legitimidade do estado e argumenta que os valores de estabilidade, conformidade e patriotismo sustentam razões importantes para o viés do status quo que não apelam aos méritos substantivos das instituições existentes, mas apenas ao fato de que essas instituições são o status quo.

## Campos relevantes
O viés do status quo é observado em decisões importantes da vida real; ele foi encontrado como proeminente em dados sobre seleções de planos de saúde e programas de aposentadoria.

### Política
Há uma crença de que a preferência pelo status quo representa um componente central da ideologia conservadora em sociedades onde o poder governamental é limitado e existem leis que restringem as ações dos indivíduos. Por outro lado, em sociedades liberais, movimentos para impor restrições a indivíduos ou governos enfrentam oposição generalizada por aqueles que favorecem o status quo. Independentemente do tipo de sociedade, o viés tende a dificultar movimentos progressistas na ausência de uma reatância ou reação contra the powers that be [en].

### Ética
O viés do status quo pode ser responsável por grande parte da oposição ao aprimoramento humano em geral e ao aprimoramento cognitivo genético em particular. Alguns eticistas argumentam, no entanto, que o viés do status quo pode não ser irracional nesses casos. A racionalidade do viés do status quo também é uma questão importante na ética da deficiência.

### Educação
A educação pode (às vezes de forma não intencional) incentivar a crença das crianças nos méritos substantivos de uma lei ou instituição política existente, onde o efeito não deriva de uma melhoria em sua capacidade ou pensamento crítico sobre essa lei ou instituição. No entanto, esse efeito de viés não é automaticamente ilegítimo ou contraproducente: um equilíbrio entre a inculcação social e a abertura precisa ser mantido.
Dado que os currículos educacionais são desenvolvidos por governos e ministrados por indivíduos com seus próprios pensamentos e sentimentos políticos, o conteúdo entregue pode ser inadvertidamente afetado por viés. Quando os governos implementam certas políticas, elas se tornam o status quo e são então apresentadas como tal às crianças no sistema educacional. Seja por meios intencionais ou não intencionais, ao aprender sobre um tema, os educadores podem favorecer o status quo. Eles podem simplesmente não conhecer toda a extensão dos argumentos contra o status quo ou podem não conseguir apresentar um relato imparcial de cada lado devido a seus próprios viéses pessoais.

### Saúde
Um experimento foi conduzido para determinar se existe um viés do status quo em relação à medicação atual, mesmo quando melhores alternativas são oferecidas, em um estudo de escolha declarada entre pacientes com asma que tomam medicamentos de manutenção combinados por prescrição. Os resultados deste estudo indicam que o viés do status quo pode existir em estudos de escolha declarada, especialmente com medicamentos que os pacientes devem tomar diariamente, como os medicamentos de manutenção para asma. Os praticantes de escolha declarada devem incluir a medicação atual em pesquisas de escolha para controlar esse viés.

### Planos de aposentadoria
Um estudo de 1986 examinou o efeito do viés do status quo em pessoas planejando suas economias para a aposentadoria, quando lhes era dada a escolha anual entre dois fundos de investimento. Os participantes podiam escolher como dividir proporcionalmente suas economias de aposentadoria entre os dois fundos no início de cada ano. Após cada ano, eles podiam alterar a divisão escolhida sem custos de troca, à medida que suas preferências mudavam. Apesar de os dois fundos terem retornos muito diferentes, tanto em termos absolutos quanto relativos, a maioria dos participantes nunca mudou suas preferências durante o período do experimento. O viés do status quo foi mais evidente em participantes mais velhos, que preferiram manter seu investimento original, em vez de mudar conforme novas informações surgiam.

### Em negociação
Korobkin estudou uma ligação entre negociação e viés do status quo em 1998. Este estudo mostra que, na negociação de contratos, favorece-se a inação em situações nas quais um padrão legal e cláusulas padrão de contratos prevalecerão na ausência de ação. Isso envolve uma opinião enviesada contra soluções alternativas. O estudo de Heifetz e Segev em 2004 encontrou suporte para a existência de um viés de dureza. Ele é semelhante ao chamado efeito de posse, que afeta o comportamento do vendedor.

### Gerenciamento de preços
O viés do status quo desempenha um papel de manutenção na lacuna entre teoria e prática no gerenciamento de preços, conforme revelado na pesquisa de Dominic Bergers sobre o viés do status quo e suas diferenças individuais sob a perspectiva do gerenciamento de preços. Ele identificou o viés do status quo como um possível influenciador de 22 déficits de racionalidade identificados e explicados por Rullkötter (2009), e é ainda atribuído a déficits nas fases do processo de gerenciamento de preços de Simon e Fassnacht (2016). O viés do status quo permaneceu como uma possível causa subjacente de 16 dos 22 déficits de racionalidade. Exemplos disso podem ser vistos nas fases de análise e implementação dos processos de gerenciamento de preços.
Bergers revela que o viés do status quo na fase anterior do processo de gerenciamento de preços potencialmente levou a uma dependência completa de fontes de informação externas que existiam tradicionalmente. Esse viés, sob a perspectiva do gerenciamento de preços, pode ser demonstrado ao monitorar os preços dos concorrentes. Na fase posterior, o viés do status quo potencialmente levou ao preço final sendo determinado por funcionários descentralizados, o que é potencialmente perpetuado pela lucratividade do sistema existente nas práticas de gerenciamento de preços.

### Mercado de fundos mútuos
Um estudo empírico conduzido por Alexandre Kempf e Stefan Ruenzi examinou a presença do viés do status quo no mercado de fundos mútuos de ações dos EUA e a extensão em que isso depende do número de alternativas oferecidas. Usando dados reais obtidos do mercado de fundos mútuos dos EUA, este estudo revela que o viés do status quo influencia os investidores de fundos, com uma correlação mais forte para a dependência positiva do viés do status quo quando o número de alternativas era maior, confirmando assim os resultados experimentais de Samuelson e Zeckhauser (1988).

### Pesquisa econômica
O viés do status quo tem um impacto significativo na pesquisa econômica e na criação de políticas. A teoria de ancoragem e ajuste em economia refere-se a situações em que a tomada de decisão e os resultados das pessoas são afetados por seu ponto de referência inicial. O ponto de referência para um consumidor é geralmente o status quo. O viés do status quo resulta na opção padrão sendo melhor compreendida pelos consumidores em comparação com as opções alternativas. Isso resulta na opção do status quo proporcionando menos incerteza e maior utilidade esperada para tomadores de decisão avessos ao risco. O viés do status quo é agravado pela teoria da aversão à perda, onde os consumidores percebem as desvantagens como maiores do que as vantagens ao tomar decisões afastadas do ponto de referência. A economia também pode descrever o efeito da aversão à perda graficamente com a função de utilidade de um consumidor para perdas tendo uma curva negativa e duas vezes mais acentuada do que a função de utilidade para ganhos. Portanto, eles percebem o efeito negativo de uma perda como mais significativo e permanecerão com o status quo. A escolha dos consumidores pelo status quo vai contra a teoria da escolha racional do consumidor, pois eles não estão maximizando sua utilidade. A teoria da escolha racional do consumidor sustenta muitas decisões econômicas ao definir um conjunto de regras para o comportamento do consumidor. Portanto, o viés do status quo tem implicações substanciais na teoria econômica.